# Les Chevaliers du Zodiaque (film)
Pour plus de détails, voir Fiche technique et Distribution.
Les Chevaliers du Zodiaque (Knights of the Zodiac ; 聖闘士星矢 The Beginning (Seinto Seiya: The Beginning) en japonais) est un film américano-japonais réalisé par Tomasz Bagiński et sorti en 2023. Il s'agit d'une adaptation en prise de vues réelles du manga Saint Seiya créé par Masami Kurumada.
Sienna est une jeune fille peu ordinaire, puisqu'elle est l'incarnation de la déesse Athéna. Un soir, elle a une vision : la déesse en danger provoque la désolation autour d'elle à l'aide d'un gigantesque pouvoir. Jugé trop grand entre les mains d'une adolescente, une organisation cherche à s'emparer de la jeune fille.
Pour empêcher cela, son père part à la recherche d'un homme capable de la protéger au sein de sa garde. Il finit par débusquer Seiya, un jeune garçon qui gagne sa vie dans des combats clandestins, tout en cherchant sa sœur disparue plusieurs années auparavant. Ce dernier semble être la pièce manquante, capable de protéger Sienna et le monde, s'il accepte son destin au sein des chevaliers du zodiaque.

## Synopsis
Seiya est un orphelin de la rue à la recherche de sa sœur Patricia, qui a été kidnappée. Lors d'un combat avec Cassios dans un ring de combat, Seiya libère une étrange lumière bleue. Après le combat, il rencontre Docrates et Alman Kido. Kido prévient Seiya que son ex-femme Vander Guraad le recherche.
Les guerriers de Guraad capturent Docrates puis poursuivent Seiya et Kido, qui rencontrent Mylock, l'assistant de Kido. Après une brève poursuite, Seiya, Mylock et Kido échappent aux guerriers. Seiya demande à savoir ce qui se passe, mais est assommé par Mylock. Seiya se souvient de l'enlèvement de sa sœur alors qu'il était inconscient et est ensuite emmené dans la cachette de Kido sur une île Grecque.
Kido informe Seiya que sa fille adoptive Sienna est la réincarnation de la déesse Athéna et que Seiya est destiné à devenir le chevalier Pégase, un chevalier guerrier d'Athéna. Patricia connaissait le destin de Seiya et s'est rendue pour le protéger. Kido dit à Seiya qu'il devrait s'entraîner sous la direction de Marine le Chevalier d'Argent de l'Aigle, afin qu'il puisse utiliser son Cosmos pour se protéger ainsi que Sienna, et retrouver Patricia.
En prenant son petit-déjeuner avec Seiya, Sienna perd brièvement le contrôle de son Cosmos, mais Kido parvient à la calmer. Pendant ce temps, Cassios bat plusieurs des puissants prototypes de soldats de Guraad et accepte une offre d'en devenir un en échange d'une vengeance sur Seiya.
Seiya et Sienna apprennent à se connaître et elle le convainc d'aller voir Marine pour s'entraîner. Seiya accompagne Mylock dans la montagne où réside Marine et gravit seul la montagne pour la rencontrer. L'entraînement de Seiya se déroule mal au début, car il est incapable de canaliser correctement son Cosmos, mais il continue de s'entraîner avec l'aide de Marine. Cette nuit-là, Sienna a une vision d'elle-même dans la peau d'Athéna détruisant l'armure de Seiya et provoquant une destruction généralisée, ce qui l'amène à émettre une autre explosion de Cosmos.
Seiya prend finalement le contrôle de son Cosmos. Son pendentif brille et déverrouille son armure de Pégase, mais il a une vision tout en se liant à l'armure, révélant que Kido était présent lorsque Guraad a emmené Patricia. Seiya retourne à la cachette de Kido pour l'affronter, mais Sienna l'emmène hors du manoir. Elle révèle qu'elle a détruit les bras de Guraad quand elle était jeune, forçant Guraad à drainer du Cosmos pour rester en vie, et que Guraad a laissé Patricia partir lorsqu'elle a appris qu'elle n'avait pas de Cosmos.
Guraad trouve la cachette de Kido après que son subordonné Néron ait torturé Docrates. Seiya et Sienna retournent au manoir. Seiya combat les soldats de Guraad, mais il ne parvient pas à activer son armure de Pegase tout en combattant Cassios en armure de soldat de Guraad, ce qui lui fait perdre connaissance. Kido enclenche l’autodestruction de son domaine dans le but d'arrêter Guraad, et meurt dans l'explosion. Sienna est assommée et capturée par les soldats de Guraad, et Seiya est incapable de les arrêter.
Guraad admet à Sienna qu'elle a renoncé à se réparer et commence à drainer le Cosmos de Sienna pour l'empêcher de devenir une menace pour le monde. Mylock sauve Seiya, qui lui pardonne de ne pas avoir pu sauver Patricia lorsqu'elle a été enlevée. Mylock et Seiya se rendent à la base de Guraad, où Seiya déverrouille son armure de Pégase puis bat facilement les soldats de Guraad et Cassios.
Guraad devient incapable de contrôler le Cosmos de Sienna et tente d'arrêter la procédure, mais Néron se retourne contre elle et prend sa forme du chevalier du Phoenix. Néron et Seiya se battent violemment, mais sont interrompus par Sienna, qui a presque terminé sa transformation en Athéna, provoquant des destructions généralisées. Avec l'aide de Seiya, Sienna parvient à reprendre le contrôle, mais tombe ensuite inconsciente.
Lorsqu'elle se réveille, les cheveux de Sienna sont devenus violets. Sienna et Guraad se réconcilient puis Sienna restaure les bras de Guraad. Sienna et Seiya quittent la zone avec Mylock ; Néron qui a récupéré le pendentif de l'armure d'or les regarde partir. Non loin de Marine, Sienna révèle que les anciens dieux reviennent et que les Chevaliers du Zodiaque seront nécessaires pour les arrêter. Mais avant, elle décide de retrouver Patricia.

## Fiche technique
Sauf indication contraire, les informations mentionnées dans cette section peuvent être confirmées par la base de données cinématographiques IMDb,  présente dans la section « Liens externes ».
- Titre français : Les Chevaliers du Zodiaque
- Titre original anglophone : Knights of the Zodiac
- Titre original japonais : 聖闘士星矢 The Beginning (Seinto Seiya: The Beginning?)
- Réalisation : Tomasz Bagiński (en)
- Scénario : Josh Campbell, Matt Stuecken et Kiel Murray, d'après le manga Saint Seiya de Masami Kurumada
- Musique : Yoshihiro Ike
- Décors : Csaba Lodi
- Costumes : Tóth András Dániel et Godena-Juhász Attila
- Photographie : Tomasz Naumiuk
- Montage : Peter Pav
- Production : Joseph Chou, Yoshi Ikezawa, Tim Kwok
  - Production déléguée : Jeffrey Chan, Kôzô Morishita, Rick Nathanson et Katsuhiro Takagi
- Sociétés de production : Toei Company, Stage 6 Films et Sola Entertaiment
- Sociétés de distribution : Sony Pictures Releasing France (France), Sony Pictures Releasing (États-Unis), Toei Company (Japon)
- Budget : 60 millions de dollars[1]
- Pays de production :  États-Unis,  Japon
- Langue originale : anglais
- Format : couleur
- Genre : fantastique, action, aventures
- Durée : 112 minutes
- Dates de sortie[2] :
  - Japon : 28 avril 2023
  - États-Unis : 12 mai 2023
  - France : 24 mai 2023
- Classification[3] :
  - États-Unis : PG-13

## Distribution
Sauf indication contraire, les informations mentionnées dans cette section peuvent être confirmées par la base de données cinématographiques Allociné,  présente dans la section « Liens externes ».
- Mackenyu (VF : Arthur Khong) : Seiya/Pégase
  - Ryusei Iwata (VF : Cécile Gatto) : Seiya enfant
- Madison Iseman (VF : Lisa Caruso) : Sienna / Athena
- Sean Bean (VF : François-Éric Gendron) : Alman Kiddo
- Famke Janssen (VF : Juliette Degenne) : Vander Guraad
- Diego Tinoco (en) (VF : Romain Altché) : Neron/Phénix
- Nick Stahl (VF : Laurent Maurel) : Cassios
- Mark Dacascos (VF : Laurent Morteau) : Mylock
- Caitlin Hutson (VF : Fanny Vambacas) : Marin
- Zoltán Durkó (VF : Miglen Mirtchev) : l'Arbitre

## Production

### Développement
Le créateur du manga original, Masami Kurumada, voulait depuis très longtemps faire une adaptation en prise de vues réelles de son œuvre. Lors du CCXP 2016, Toei Animation révèle qu'un projet est en développement. Toei valide officiellement le projet en mai 2017 avec le Polonais Tomasz Bagiński (en) à la réalisation. Le film devait initialement être une coproduction entre Sony Pictures et la société chinoise A Really Good Film Company,. Le scénario initial est ensuite adapté par Josh Campbell et Matt Stuecken plus tard rejoints par Kiel Murray.

### Attribution des rôles
La plupart des actrices et acteurs principaux est annoncée en septembre 2021 avec la présence de Mackenyu, Madison Iseman, Sean Bean, Diego Tinoco, Famke Janssen, Nick Stahl et Mark Dacascos.

### Tournage
Le tournage a lieu de juillet à septembre 2021 en Hongrie et en Croatie.

## Accueil

### Sortie et promotion
Une première bande-annonce courte est dévoilée en novembre 2022. Un second teaser est publié en février 2023.
Le film sortira au Japon le 28 avril 2023, puis aux États-Unis le 12 mai 2023. En France, la sortie est prévue le 24 mai 2023.

### Accueil critique

#### Monde anglo-saxon
Dans le monde anglo-saxon, Les Chevaliers du Zodiaque reçoit du site Metacritic la note de 35⁄100 pour un total de 8 critiques. L’agrégateur Rotten Tomatoes indique, quant à lui, un taux de satisfaction de 24 % et une note de 4,40⁄10 pour un total de 21 critiques. Le consensus des critiques est formulé ainsi :

« L’animation est bien faite, mais des visuels impressionnants ne suffisent pas à couvrir l’intrigue loupée des Chevaliers du Zodiaque. »

— Consensus des critiques, Rotten Tomatoes

#### France
En France, le site Allociné donne la note de 1,5⁄5, après avoir recensé et interprété 4 critiques de presse.
Pour Allan Blanvillain (Le Journal du Geek), le film n'est pas à la hauteur du manga. Il résume sa critique ainsi : « Les Chevaliers du Zodiaque peut dire merci à Dragonball Evolution et à la version Netflixienne de Saint Seiya. Deux productions qui ont eu le mérite de nous préparer à ce qui allait se dérouler sous nos yeux aujourd'hui et qui nous permet de prendre ce nouveau désastre avec philosophie : au fond, il se peut que ce ne soit qu'une farce. ».
Pour Léo Martin (Écran Large), le film n'est pas non plus une grande réussite, parlant d'« abus des ralentis et d’une caméra tournoyant » sans finalité. Le critique résume son article ainsi : « Film d'introduction pour une franchise morte d'avance, Les Chevaliers du Zodiaque n'est pas aussi farcesque ou cynique qu'un Dragon Ball Evolution, mais n'en reste pas moins vain. Absorbée par une production sans charme et sans génie, Seiya disparaît peu à peu à l'écran pour ne laisser qu'une coquille vide : celle d'un héros sans vie. ».
Pour Augustin Pietron-Locatelli (Télérama), le film est aussi un échec : « cette adaptation en prise de vues réelle, étrangement américanisée et curieusement grisâtre, est un sommet d'ennui numérique ».

### Box-office
| Pays ou région        | Box-office        | Date d'arrêt du box-office | Nombre de semaines |
| --------------------- | ----------------- | -------------------------- | ------------------ |
| France                | 56 833 entrées    | 21 juin 2023               | 4                  |
| États-Unis Canada     | 1 080 406 $       | en cours                   | en cours           |
| Total hors États-Unis | +002 944 390, USD | n/a                        | n/a                |
| Total mondial         | +004 024 796, USD | n/a                        | n/a                |

Pour son premier jour d'exploitation en France, Les Chevaliers du Zodiaque a réalisé 5 281 entrées, pour un total de 826 séances proposées, soit une moyenne de 6 spectateurs par projection. Le film se positionne en quatrième place du box-office des nouveautés pour sa journée de démarrage, derrière Omar la fraise (21 155) et devant La Maleta (2 797).
Au bout d’une première semaine d’exploitation dans les salles françaises, le long-métrage totalise 41 841 entrées, pour une dixième place au box-office hebdomadaire, derrière Les Trois Mousquetaires : D'Artagnan (55 231) et devant Je verrai toujours vos visages (20 246). C'est un score en demi-teinte pour le film car le précédent film de la franchise sorti en 2015, Les Chevaliers du Zodiaque : La Légende du Sanctuaire, avait engrangé près de 4 fois plus d'entrées au bout d'une semaine d'exploitation.